# Франц Вольфсбергер
Франц Вольфсбергер (нім. Franz Wolfsberger; 8 липня 1884, Вернштайн-ам-Інн — ?) — австро-угорський, австрійський і німецький офіцер, генерал-лейтенант вермахту (1 жовтня 1943).

## Біографія
18 серпня 1905 року вступив у ландвер. Учасник Першої світової війни. Після війни продовжив службу в австрійській армії. Після аншлюсу автоматично перейшов у вермахт.
З 26 серпня 1939 року — командир 486-го піхотного полку 262-ї піхотної дивізії. Учасник Французької кампанії. З 17 червня 1941 року — командир 204-ї запасної бригади, яка з липня використовувалась для забезпечення безпеки в Прибалтиці. З 10 травня 1942 року — комендант 394-ї головної польової комендатури. 25 жовтня 1943 року відправлений у резерв фюрера, 29 лютого 1944 року — у відставку.

## Нагороди
- Ювілейний хрест (1908)
- Пам'ятний хрест 1912/13
- Медаль «За військові заслуги» (Австро-Угорщина)
  - бронзова з мечами
  - 2 срібних з мечами
- Хрест «За військові заслуги» (Австро-Угорщина) 3-го класу з військовою відзнакою і мечами
- Військовий Хрест Карла
- Пам'ятна військова медаль (Австрія) з мечами
- Хрест «За вислугу років» (Австрія) 2-го класу для офіцерів (25 років)
- Пам'ятна військова медаль (Угорщина) з мечами
- Орден Заслуг (Австрія), лицарський хрест
- Почесний хрест ветерана війни з мечами
- Медаль «За вислугу років у Вермахті» 4-го, 3-го, 2-го і 1-го класу (25 років)